# Los momentos (álbum)
Los momentos es el sexto álbum de estudio de la cantante y compositora mexicana Julieta Venegas. El álbum fue publicado el 19 de marzo de 2013, por el sello Sony Music. Fue grabado entre febrero y octubre del 2012 en su estudio personal en la Ciudad de México. En este álbum Venegas cuenta con la coproducción de Yamil Rezc, además con las colaboraciones de Natalia Lafourcade en guitarra y en coros al igual que con Ceci Bastida. Axcel Lir en los bajos de canciones como "Te vi" y "Los momentos". En la canción «Vuelve» hace dueto con Anita Tijoux y Rubén Albarrán, vocalista de la banda Café Tacvba.
La cantante anunció el título mediante su cuenta de Twitter. En este disco -a diferencia de su pasada producción Otra Cosa (2010)- quiebra con la línea que llevaba desde de Sí (2003) ya que se trata de un álbum un poco más "oscuro" y como dice ella: «La violencia que se vive en México... cambió mi forma de cantar... no lo sé, creo que suavicé la voz». Musicalmente cuenta con un poco más de electrónica más sintetizadores y Piano. Las letras no serán tan "felices", son más reflexibles. La mayoría de las canciones son de anhelo e inspiradas en la situación que está pasando en México, donde siguen desde hace algunos años asesinatos continuos debidos al conflicto entre grupos de narcotraficantes.
El primer sencillo de este álbum es «Tuve Para Dar» anunciado en su Twitter oficial y se lanzó el 18 de diciembre de 2012. El segundo sencillo es «Te Vi» que fue anunciado en su página web oficial. Se estrenó el día 14 de enero del 2013, el cual alcanzó la posición 10 en la radio mexicana (Monitor Latino) y el lugar número 19 en el Chile Single Chart.
El 12 de marzo de 2013 Los momentos fue lanzado como 'Streaming Digital' sólo para América Latina (Excepto Brasil) y España con la excepción de los Estados Unidos en iTunes previo a la salida del álbum, siendo la primera artista latina en hacer uno. El álbum en ventas digitales como pre-orden se colocó en el top 3 en varios países de América Latina, España y los Estados Unidos. En su lanzamiento, en formato digital alcanzó el número uno en varios países y en forma físico debutó en Argentina en la posición número 2, en México en el lugar 22 y en España en el 35. En las listas del Billboard, en el Latin Pop Albums se posicionó en el quinto lugar y en el Top Latin Albums en el número 12. Hasta la fecha el álbum registra 900 000 copias vendidas a nivel mundial.
Fue nominado a los Grammy Latinos por "Mejor Álbum Vocal Pop Contemporánea".

## Antecedentes
Después del último concierto de su gira mundial Otra Cosa Tour anunció que se alejaría de los escenarios para poder comenzar la grabación de su sexto álbum de estudio. En un reportaje para el diario mexicano Milenio declaró que su disco sería de nuevo "casero" ya que tendría que alternarlo con su maternidad: «En esta ocasión no me metí a un estudio, sino que empecé a grabar yo sola. Empecé a avanzar en la composición y los arreglos, y de repente me di cuenta que ya mucho de lo que hago a manera amateur va quedando».
Después de 9 meses de no hacer presentaciones, en el mes de julio comenzó la gira European Tour July 2012 que la llevó a Francia, varias ciudades de España y Alemania. Regresando en agosto para seguir la grabación de su disco, en su página y Facebook oficial sube vídeos con fotografías del avance de la grabación y mezcla del nuevo disco.
El 16 de octubre por medio de su cuenta oficial de Twitter anunció cómo se llamaría su nueva producción:

«Tengo título para el disco!! Se llama Los momentos.:D».

Al mismo tiempo anuncia como se llamará y cual será el primer sencillo de este álbum:

«Y el primer sencillo se llama Tuve para dar. #monotema #losmomentos».

## Composición y producción
Julieta Venegas ha declarado que este disco es muy distinto a sus anteriores producciones, más «oscuro y reflexivo». Los 11 temas son de la autoría de Venegas. La situación que está viviendo México fue de inspiración para las canciones y toca algunos problemas sociales-políticos pero desde una perspectiva vista por ella más emocional. Julieta nos explica:

«Yo escribo por necesidad, por mis obsesiones y por mis rollos. Me gusta contar historias, abundar en la vida emocional me atrae mucho, así como en los amores y desamores, sobre lo que me ocurre en este momento»

En una entrevista Venegas comenta que este álbum es diferente: «Yo creo que si sumas todos mis discos, sale éste. No hice un Aquí ni un Bueninvento, pero tampoco es un Sí (sus anteriores discos). Es como si se suman todos y lo que sale es Los momentos. Mucha gente diría que si tengo una hija, entonces va a ser un disco muy light, y no me salió así; es más introspectivo, más reflexivo.»
La canción «Tuve Para Dar» está inspirada en el México de antes y después. Este álbum es más de teclados, declaró Venegas para una entrevista, dejando de lado la línea que tenía desde su MTV Unplugged de tocar con instrumentos acústicos, lo que se ve muy marcado en su última producción Otra Cosa de 2010. Se apoyó más del piano y dejó su característico acordeón.
En la composición de las letras, la maternidad influyo mucho, fue un cambio radical de componer. Ampliando su radar de sus preocupaciones y volviéndola más dura, sin miedo a nada. Las canciones del álbum son reflexivas, de desamor, de anhelo y perdida la mayoría. Inspirada por la situación que está pasando en México, expresándolo de un punto de vista sentimental.
Para este álbum tuvo invitados como Natalia Lafourcade quien participó en las canciones de «Nada Importante», «No Creí» en coros y en «Los momentos» realiza un solo de guitarra. Ceci Bastida aparece haciendo coros en «Te Vi», «Verte Otra Vez» y las dos participan en los coros finales de las canciones «Hoy» y «Un Poco Paz». Cuenta con la participación de la rapera chilena Anita Tijoux con quien ya había trabajado antes en el tema «Eres Para Mí» y al igual que Rubén Albarrán en el tema «Vuelve».

### Producción
En este disco cambia de productor, ya que sus anteriores álbumes estaban producidos o coproducidos por el argentino Cachorro López. Esta vez, la producción corre por cuenta de ella y la coproducción por Yamil Rezc, el mismo productor con el que trabaja la banda chilena Los Bunkers y la mexicana Hello Seahorse!. Siendo uno de los productores más importante en la escena independiente en México.

«Trabajamos con Yamil Rezc y fue una experiencia inolvidable, con quien queríamos trabajar desde hace tiempo y llegó a aportarme muchas cosas en esta nueva etapa de mi vida musical. Cada disco tiene sus propias exigencias y siento que este lo pedía, aunque yo me involucre cada día más en esta faceta artística, con la idea, en un futuro, de poder compartir lo aprendido y producir música para otros.»

Durante la grabación del disco Venegas se sentó a escribir junto a Javiera Mena. «Quedé impresionada, no sabía que ella entendía tanto sobre armonía» y con Alex Anwandter, pero dice que ninguna de esas canciones llegó a la mezcla final del álbum. En una entrevista con el diario colombiano El Universal Venegas dijo que el nuevo álbum es punto y a aparte del pasado disco Otra Cosa (2010). Vamos por una onda más electrónica y que rompe la línea de "felicidad" que había trazado desde Sí. Este álbum lo describe como más "oscuro" y un disco muy de letras, que no son tan felices.
En el tema "Vuelve", Julieta, trabajó con Anita Tijoux vía internet al no poder presentarse físicamente en el estudio. Rubén Albarrán, quien igual aparece en esta canción, sí pudo presentarse a grabar ya que es vecino de la cantante. Axcel Lir, exbajista de apoyo de Venegas, se incorpora colaborando con la grabación del Bajo en un par de canciones. En este álbum contó con la participación de Jaques Morelenbaum, quien hiciera los arreglos y coprodujo el MTV Unplugged (2008), quien colaboró desde Brasil con los arreglos en las canciones de «¿Por qué?» y «Los momentos».
El disco cuenta con un DVD con una sesión en vivo de las canciones grabado a finales de noviembre de 2012 y que fue dirigido por Gregory Allen e Yvonne Venegas. En el video "Vuelve" cuenta con la colaboración de los cantantes chilenos Javiera Mena y Gepe. Tiene una Galería de fotos realizada, igualmente, por Yvonne Venegas.

### Portada y arte gráfico
En la portada del disco aparece Julieta con un rostro melancólico, dibujada por unas líneas grises de grafito tenues, que difuminan su figura, casi confundiéndola en el fondo blanco. En medio, los dos ojos de este retrato miran casi de reojo, con un aire nostálgico y serio, la mirada es inexpresiva y algo triste. Fue realizado por Richard Haines ilustrador del diario New York Times al igual que las demás ilustraciones.

## Promoción
En el mes de enero de 2013, la cantautora mexicana se presentó en diferentes ciudades de Chile: Coquimbo, Viña del Mar, Rinconada, Antofagasta y Pucón. El 18 de enero se presentó en el Festival del Huaso de Olmué y el 30 de enero en Movistar Musci Fest en Mar del Plata, Argentina, presentado los dos primeros sencillos del álbum.

### Tour
El álbum fue presentado por primera vez en vivo el 2 de marzo de 2013 en el Auditorio Baluarte de Pamplona, España, comenzando una pequeña gira por varias ciudades europeas para seguirlo presentando.
Días antes de que el álbum saliera a la venta, Los momentos fue presentado en un streaming en iTunes, para que el público escuchara el álbum completo; siendo la primera artista latina en realizarlo, como ya había pasado con su disco anterior Otra Cosa el cual publicó en iTunes LP siendo pionera en las nuevas tendencias tecnológicas.
El álbum fue lanzado en las tiendas el 19 de marzo de 2013 en México, América Latina y España, el 5 de abril en Suiza, el 7 en Brasil y el 9 para los Estados Unidos.

### Sencillos
«Tuve Para Dar» fue el primer sencillo de este álbum, previsto para ser lanzado el 11 de diciembre de 2012, sin embargo fue retrasado y se estrenó el día 18 de diciembre de 2012. La canción fue inspirada en México por la situación difícil por la que está pasando el país. El vídeo de este sencillo fue grabado en la Ciudad de México y estuvo disponible antes que el sencillo. Fue dirigido por Gregory W. Allen e Yvonne Venegas.
«Te Vi» como segundo sencillo del álbum y primer sencillo por su sello discográfico. Lanzado día 14 de enero y promovido en la radio en México, América Latina y España. El vídeo fue grabado en Mar de Plata, Argentina y actúan los nietos de Luis Alberto Spinetta, el vídeo tiene el formato de tráiler de una película. Fue dirigido por Hernán Corera, Luciano Cieza, Oscar Fernández y Sebastián Sutton.

## Lista de canciones
| Lista de canciones - edición mundial. |                                              |                           |          |  |
| N.º                                   | Título                                       | Escritor(es)              | Duración |  |
| 1.                                    | «Hoy»                                        | Julieta Venegas           | 2:51     |  |
| 2.                                    | «¿Por qué?»                                  | Venegas                   | 2:48     |  |
| 3.                                    | «Te vi»                                      | Venegas                   | 3:29     |  |
| 4.                                    | «Nada importante»                            | Venegas                   | 3:23     |  |
| 5.                                    | «Verte otra vez»                             | Venegas                   | 3:30     |  |
| 6.                                    | «Vuelve» (con Rubén Albarrán y Anita Tijoux) | Venegas, Albarrán, Tijoux | 3:36     |  |
| 7.                                    | «No creí»                                    | Venegas                   | 2:52     |  |
| 8.                                    | «Volver a empezar»                           | Venegas                   | 3:33     |  |
| 9.                                    | «Tuve para dar»                              | Venegas                   | 3:22     |  |
| 10.                                   | «Los momentos»                               | Venegas                   | 3:23     |  |
| 11.                                   | «Un poco de paz»                             | Venegas                   | 3:21     |  |
| 36:26                                 |                                              |                           |          |  |

| Lista de vídeos - DVD |        |          |  |
| N.º                   | Título | Duración |  |
| 00:00                 |        |          |  |

## Posicionamiento en listas

### Semanales
| País           | Lista (2013)             | Mejor posición |
| -------------- | ------------------------ | -------------- |
| Argentina      | Argentinian Albums Chart | 2              |
| España         | Spanish Albums Chart     | 35             |
| Estados Unidos | Top Latin Albums         | 12             |
| Estados Unidos | Latin Pop Albums         | 5              |
| México         | Mexican Albums Chart     | 22             |

### Mensual
| País      | Lista (febrero de 2013)  | Mejor posición |
| --------- | ------------------------ | -------------- |
| Argentina | Argentinian Albums Chart | 12             |

## Premios y nominaciones
| Año  | ceremonia      | Trabajo nominado | Categoría                           | Resultado |
| ---- | -------------- | ---------------- | ----------------------------------- | --------- |
| 2013 | Grammy Latinos | Los Momentos     | Mejor Álbum Vocal Pop Contemporánea | Nominado  |

## Fechas de lanzamiento
| Región          | Fecha               | Discográfica             | Formato                    |
| --------------- | ------------------- | ------------------------ | -------------------------- |
| México          | 19 de marzo de 2013 | Sony Music International | Descarga digital, CD + DVD |
| España          | 19 de marzo de 2013 | Sony Music International | Descarga digital, CD + DVD |
| Argentina       | 19 de marzo de 2013 | Sony Music International | Descarga digital, CD + DVD |
| Colombia        | 19 de marzo de 2013 | Sony Music International | Descarga digital, CD + DVD |
| Chile           | 19 de marzo de 2013 | Sony Music International | Descarga digital           |
| Brasil          | 19 de marzo de 2013 | Sony Music International | Descarga digital           |
| Suiza           | 22 de marzo de 2013 | Sony Music International | Descarga digital           |
| Chile           | 25 de marzo de 2013 | Sony Music International | CD + DVD                   |
| Suiza           | 5 de abril de 2013  | Sony Music Switzeland    | CD + DVD                   |
| Alemania        | 5 de abril de 2013  | RCA Records              | CD                         |
| Brasil          | 7 de abril de 2013  | Sony Music               | CD + DVD                   |
| Estados Unidos. | 9 de abril de 2013  | RCA Records              | Descarga digital, CD       |